# Johan Daniel Timotheus Manthey
Johan Daniel Timotheus Manthey (30. marts 1771 – 1. oktober 1831) var en dansk-tysk konferensråd.
Manthey blev født i Glückstadt, hvor hans fader, Ludvig Manthey (død 1813 som præst ved Sankt Petri Kirke i København), var slots- og garnisonspræst; hans moder var Sophia Dorothea født Hermes. Manthey blev student 1788 og anvendte nogle år på teologiske studier, indtil han 1793 blev huslærer for en af A.P. Bernstorffs sønner, hvilket førte ham ind på en anden livsbane, i det han 1796 blev konsulatssekretær i Algier. 1797 gik han som legationssekretær til Paris, vendte 1800 tilbage til Danmark som sekretær i departementet for de udenlandske sager, i hvilken stilling han med en afbrydelse 1803, da han var Chargé d'affaires i Hamburg, fungerede til 1808, da han udnævntes til sekretær ved Ordenskapitlet. I dette embede døde Manthey, der 1804 var blevet legationsråd, 1811 gehejmelegationsråd, 1828 konferensråd og 1829 Kommandør af Dannebrog.
Foruden at være censor for hovedstadens politiske blade, samt fungerede som en uofficiel regeringsbetalt politisk redaktør ved det Berlingske Dansk Statstidende, beklædte Manthey fra 1829 den vanskelige post som direktør for økonomien ved det Kongelige Teater og censor. Han havde flere gode betingelser for at udfylde denne plads: levende interesse for de skønne kunster, stor belæsthed og en velvillig, human tankegang, for hvilken det er betegnende, at han var den første direktør, der indbød skuespillerne til sit hjem. Alligevel lykkedes det ham ikke hos personalet at vinde den fortjente anerkendelse, der først kom til orde efter hans død.
1818 blev han medlem af Det kongelige danske Selskab for Fædrelandets Historie.
Foruden nogle taler, politiske småskrifter m. m. har Manthey ladet trykke begyndelsen til en, desværre aldrig udkommet, samling biografier af riddere efter de til Ordenskapitlet indkomne biografier.
Gift 23. september 1803 med Lucie Margrethe Valentiner (født 13. november 1781 død 18. juni 1824), datter af Georg Valentiner i Flensborg.